# Neonlicht
Neonlicht (successivamente pubblicata con il titolo in inglese Neon Lights) è una canzone del gruppo tedesco di musica elettronica Kraftwerk, pubblicato nel 1978 come b-side per il singolo The Model. Tutti e due i brani provengono dal settimo album del gruppo, Die Mensch-Maschine.

## Composizione
La musica è stata scritta da  Florian Schneider, Ralf Hütter e Karl Bartos, mentre il testo, che esalta la bellezza di una città quando viene illuminata dalle luci notturne, è opera di Hutter.
Nei primi quattro minuti il tema principale, composto da degli accordi di Schneider e una melodia di Hutter, si alterna con il canto di quest'ultimo. Una sezione bridge è opera di entrambi. Poi tutto cambia e compare un lunghissimo assolo di sintetizzatore, accompagnato da un giro di basso scritto da Bartos.
Il video musicale che accompagna il brano vede la band che cammina per la strada e che osserva le varie luci al neon che illuminano i locali.

## Cover
Gli U2 hanno fatto una cover strumentale del brano per alcune versioni del loro singolo Vertigo del 2004.

## Formazione
- Ralf Hütter: Sintetizzatori, sequencer, voce.
- Florian Schneider: Sintetizzatori.
- Karl Bartos: Sintetizzatori.
- Wolfgang Flür: Percussioni elettroniche.